# Oungan
Nella religione vudù di Haiti, gli oungan (chiamati anche houngan o ungan) sono i sacerdoti di sesso maschile (corrispondenti alle mambo, di sesso femminile). Gli houngan sono depositari della tradizione dei riti e delle canzoni sacre. Inoltre, essi hanno il compito di curare il rapporto fra la comunità e gli spiriti; in particolare, ciascun oungan ha la responsabilità di servire gli spiriti dei propri antenati.